# Eyerusalem Kuma
Eyerusalem Kuma (née le 7 septembre 1981) est une athlète éthiopienne, spécialiste des courses de fond. 

## Biographie

### Palmarès
| Date | Compétition                            | Lieu              | Résultat | Épreuve                  | Performance       |
| ---- | -------------------------------------- | ----------------- | -------- | ------------------------ | ----------------- |
| 2000 | Championnats du monde juniors          | Santiago du Chili | 7e       | 5 000 m                  | 16 min 40 s 07    |
| 2001 | Championnats du monde de cross         | Ostende           | 23e      | Course longue (7,7 km)   | 29 min 58 s       |
| 2001 | Championnats du monde de cross         | Ostende           | 2e       | Par équipes              | 70 pts            |
| 2002 | Championnats du monde de cross         | Dublin            | 5e       | Course longue (7.974 km) | 27 min 19 s       |
| 2002 | Championnats du monde de cross         | Dublin            | 1re      | Par équipes              | 28 pts            |
| 2002 | Championnats d'Afrique                 | Radès             | 3e       | 10 000 m                 | 32 min 21 s 60    |
| 2003 | Championnats du monde de cross         | Lausanne          | 4e       | Course longue (7.92 km)  | 26 min 30 s       |
| 2003 | Championnats du monde de cross         | Lausanne          | 1re      | Par équipes              | 17 pts            |
| 2003 | Championnats du monde de cross         | Lausanne          | 10e      | Course courte (4.03 km)  | 12 min 59 s       |
| 2004 | Championnats d'Afrique                 | Brazzaville       | 1re      | 10 000 m                 | 31 min 56 s 77    |
| 2004 | Championnats du monde de semi-marathon | New Delhi         | 6e       | Semi-marathon            | 1 h 11 min 07 s   |
| 2009 | Marathon d'Amsterdam                   | Amsterdam         | 1re      | Marathon                 | 2 h 27 min 42 s 8 |

### Records
| Épreuve  | Performance     | Lieu      | Date            |
| -------- | --------------- | --------- | --------------- |
| 5 000 m  | 15 min 5 s 37   | Hengelo   | 31 mai 2004     |
| 10 000 m | 31 min 25 s 46  | Utrecht   | 18 juin 2004    |
| Marathon | 2 h 24 min 55 s | Amsterdam | 16 octobre 2011 |